# السا ام گارمیر
السا ام گارمیر (انگلیسی: Elsa M. Garmire؛ زادهٔ ۱۹۳۹) دانشمند در زمینه فیزیک است.
وی همچنین برندهٔ جوایزی همچون عضو پیوسته انجمن مهندسان برق و الکترونیک و برنامه فولبرایت شده‌است.